# Night Visit
Night Visit è il sesto album della band black metal Ancient. L'album è stato pubblicato il 13 luglio 2004 da parte della Metal Blade Records.

## Tracce
1. Envision the Beast - 06.50
2. Rape the Children of Abel - 05.25
3. Horroble - 03.51
4. Night Visit - 05.07
5. Lycanthropy - 04.38
6. Night of the Stygian Souls - 05.42
7. Fuel the Flames - 04.47
8. The Truth Unveiled - 07.40
9. The Arctic Mirage - 02.34 (Bonus track)
10. Out in the Haunted Woods - 03.08 (Bonus track)

## Formazione
1. Aphazel – voce, chitarre e tastiere
2. Jesus Christ! – chitarre, basso e seconda voce
3. Dhilorz - basso e chitarre
4. GroM - batteria
5. Kaiaphas - voce (guest nella traccia 2)
6. Andrea Trapasso - tastiere (session)
7. Moonbeam - violino (tracce 1 e 6)
8. Neviah Luneville - voce femminile (traccia 1)
9. Omega - voce femminile (traccia 10)